# Orus
Orus ist eine französische Gemeinde mit 24 Einwohnern (Stand 1. Januar 2022) im Département Ariège in der Region Okzitanien. Sie gehört zum Arrondissement Foix und zum Kanton Sabarthès. Die Einwohner von Orus werden als Orusiens bezeichnet.

## Geographie
Die kleine Gemeinde Orus liegt hoch über dem Tal des Vicdessos in den Pyrenäen, 25 Kilometer südsüdwestlich von Foix und etwa 15 Kilometer nördlich der Grenze zu Andorra (Luftlinie). Das Gemeindegebiet von Orus ist Teil des Regionalen Naturparks Pyrénées Ariégeoises. Höchste Erhebung in der Gemeinde ist mit 1984 m über dem Meer der Pic de Boucarle.

## Bevölkerung
| Jahr      | 1962 | 1968 | 1975 | 1982 | 1990 | 1999 | 2007 | 2016 |
| Einwohner | 22   | 15   | 11   | 13   | 20   | 18   | 20   | 24   |

Der abgelegene, nur durch eine 350 m Höhenunterschied überwindende Straße aus dem Vicdessostal erreichbare Ort hatte das ganze 19. Jahrhundert hindurch immer mehr als 300 Einwohner, der Niedergang begann in den 1920er Jahren und fand seinen vorläufigen Höhepunkt in den 1970er Jahren, als die Gemeinde nur noch 11 Einwohner hatte.

## Sehenswürdigkeiten
- Kirche Saint-Germain